# Carolyn Russell
Carolyn Russell (* 18. Mai 1974 in Montreal) ist eine ehemalige kanadische Squashspielerin.

## Karriere
Carolyn Russell spielte von 2001 bis April 2011 auf der WSA World Tour. Ihre höchste Platzierung in der Weltrangliste erreichte sie mit Rang 40 im März 2007. 1997 wurde sie Vize-Panamerikameisterin im Einzel. Bei den Panamerikanischen Spielen gewann sie mit der Mannschaft 1999 und 2007 die Goldmedaille sowie 2003 die Silbermedaille. Mit der kanadischen Nationalmannschaft nahm sie 1996, 2000, 2002, 2006 und 2008 an Weltmeisterschaften teil. Sie wurde 2006 kanadischer Landesmeister.

## Erfolge
- Vize-Panamerikameisterin: 1997
- Panamerikanische Spiele: 2 × Gold (Mannschaft 1999 und 2007), 1 × Silber (Mannschaft 2003)
- Kanadischer Meister: 2006